# Querrieu
Querrieu ist eine französische Gemeinde mit 621 Einwohnern (Stand 1. Januar 2022) im Département Somme in der Region Hauts-de-France. Sie gehört zum Arrondissement Amiens und zum Kanton Amiens-2. Die Bewohner werden Querrorivains und Querrorivaines genannt.
Die Gemeinde erhielt 2023 die Auszeichnung „Eine Blume“, die vom Conseil national des villes et villages fleuris (CNVVF) im Rahmen des jährlichen Wettbewerbs der blumengeschmückten Städte und Dörfer verliehen wird.

## Geografie
Querrieu liegt in der Picardie am Fluss Hallue, etwa elf Kilometer nordöstlich von Amiens.
Umgeben wird Querrieu von den sieben Nachbargemeinden:
| Saint-Gratien |                                             | Fréchencourt  |
| Allonville    | Kompassrose, die auf Nachbargemeinden zeigt | Pont-Noyelles |
| Camon         | Bussy-lès-Daours                            | Daours        |

## Geschichte
Der Name Querrieu leitet sich vom lateinischen „Carus rivus“ ab (bezeugt 1145). Er erscheint unter der Schreibweise „Kyerru“ in einem Text aus dem Jahr 1204. Das Dorf entstand entlang der Straße von Amiens nach Albert, an der Stelle, an der diese alte Römerstraße die Hallue überquert. Bis 1738 wurde vom Seigneur von Querrieu auf der Brücke eine Maut erhoben, der auch eine einfache Mühle am Fluss besaß (sowie einen gewöhnlichen Ofen und eine Presse sowie einen Galgen und einen Pranger). Die älteste Erwähnung dieser Herrschaft stammt aus dem Jahr 1106 (Schenkungsurkunde zugunsten des Leprosorium von Corbie), und der älteste bekannte Vertreter ist Foulques de Querrieu (1183). Obwohl die heutige Burg im 17. und 19. Jahrhundert komplett umgebaut wurde, sind noch die Umrisse zweier runder Türme erhalten, die an die strategische Bedeutung dieses Ortes für die Verteidigung von Amiens erinnern. Die Pfarrkirche erscheint in mehreren Dokumenten aus dem 13. Jahrhundert. Die Struktur des Kirchenschiffs könnte bis in die romanische Epoche zurückreichen, doch im 15. und 16. Jahrhundert erfuhr das Gebäude tiefgreifende Veränderungen. Das 1182 erwähnte Leprosorium von Sainte-Marie-Madeleine ist vollständig verschwunden. Sie befand sich an der Stelle des „Saint-Ladre-Gartens“ an der Kreuzung der Straße nach Allonville und der Nationalstraße. In der Region Querrieu gab es zwei Abteihöfe, die ebenfalls verschwunden sind, der Bauernhof Orbendas, der seit dem 14. Jahrhundert im Besitz der Abtei Corbie war, und ein Bauernhof der Abtei Saint-Vaast d'Arras in der Nähe des Sumpfgebiets. Zu letzterem, das während der Französischen Revolution als Nationalgut verkauft und dann abgerissen wurde, gehörte eine Mühle, die Moustiers-Saint-Gervais, deren Überreste um 1980 entlang der Straße nach Fréchencourt noch sichtbar waren. Das Dorf Querrieu weist noch immer interessante Elemente des Lebensraums des Ancien Régime auf. Auch der Grundriss des Dorfes wurde Mitte des 18. Jahrhunderts grundlegend verändert, als der Marquis de Querrieu die Straße von Amiens nach Albert nach Süden umleitete, um seinen Park zu erweitern. Die Aufwertungen zugunsten des Schlosses setzten sich im 19. Jahrhundert fort und gipfelten 1830 in der Verlegung des Marktplatzes an seinen heutigen Standort (hinter dem Pfarrhaus) und der Entfernung der Grande rue Croizette. Zu dieser Zeit wurde auch die heute noch in Betrieb befindliche Brücke über die Hallue (1837) neu gebaut. Die meisten traditionellen Wohnhäuser in Querrieu stammen aus dem 19. Jahrhundert. Auf der Spitze des Hügels, auf dem sich das Dorf erstreckt, standen zu Beginn des 19. Jahrhunderts drei Windmühlen. Eine war bereits 1819 eine Ruine, die zweite wurde 1844 abgerissen, die dritte nach 1914. Entlang der Hallue befanden sich andere Mühlen, die insbesondere von zwei Brauereien genutzt werden, die in der Nähe der Querrieu-Brücke in Betrieb waren. An einem weiter entfernten Arm der Hallue in Richtung Fréchencourt befand sich eine Färberwaid-Mühle. Von all diesen Mühlen ist heute nur noch die des Schlosses erhalten.

## Bevölkerungsentwicklung
| Jahr      | 1962 | 1968 | 1975 | 1982 | 1990 | 1999 | 2009 | 2020 |
| Einwohner | 508  | 544  | 583  | 643  | 686  | 692  | 681  | 629  |

## Sehenswürdigkeiten
- Das Schloss Querrieu mit Ursprüngen einer mittelalterlichen Burg wurde im 17. Jahrhundert neu gebaut und im 19. Jahrhundert umgebaut. Das Schloss ist seit 1998 in Teilen als Monument historique eingeschrieben.
- Das Langhaus der Pfarrkirche Saint-Gervais et Saint-Protais weist eine romanische Struktur auf, wurde vermutlich im 15. Jahrhundert neu gestaltet. Das Balkenwerk des zentralen Kirchenschiffs stammt vermutlich aus dem 16. Jahrhundert. Die Kirche birgt zahlreiche Ausstattungsgegenstände, die in der Base Palissy gelistet sind.

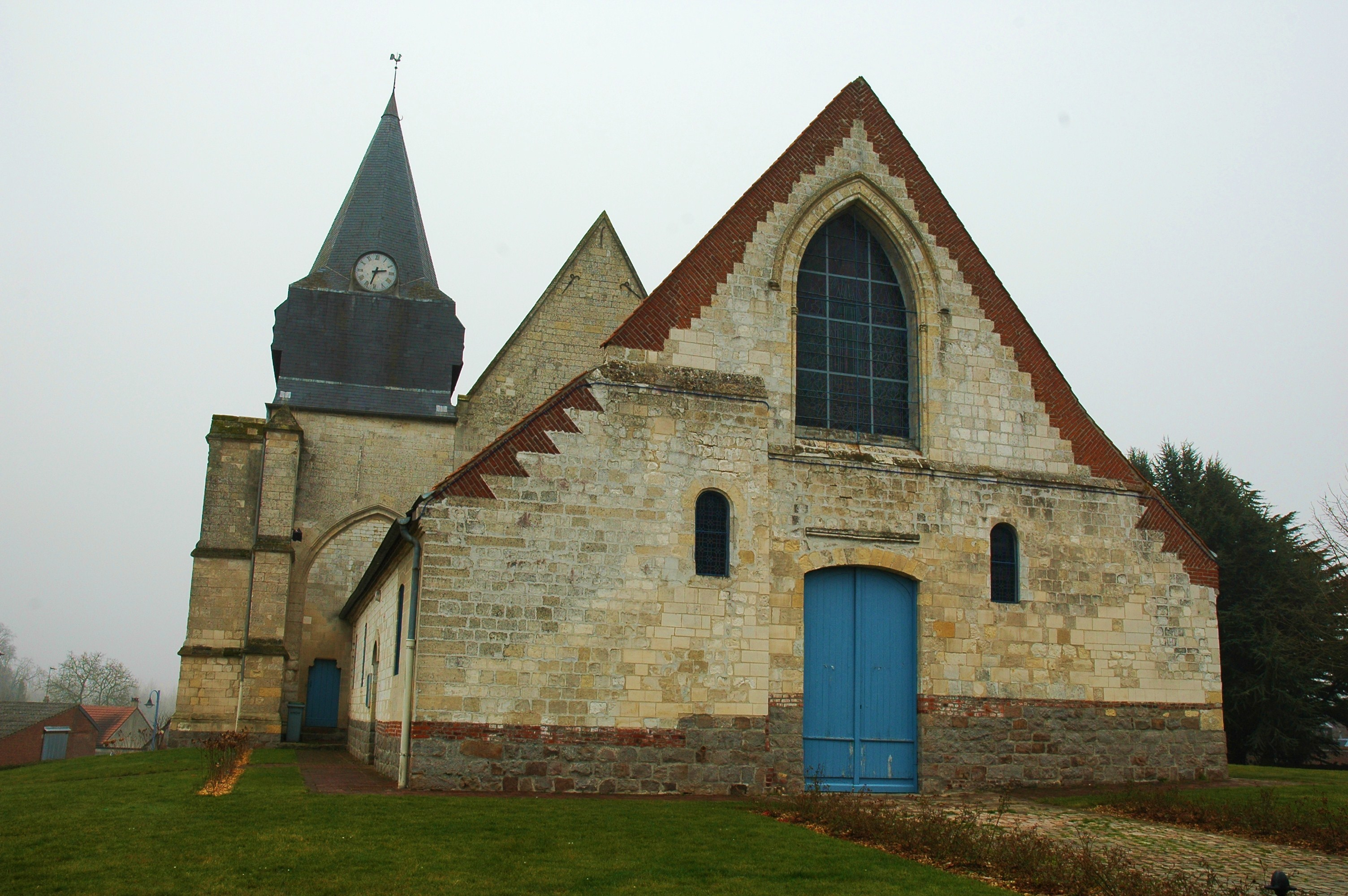
Pfarrkirche Saint-Gervais et Saint-Protais
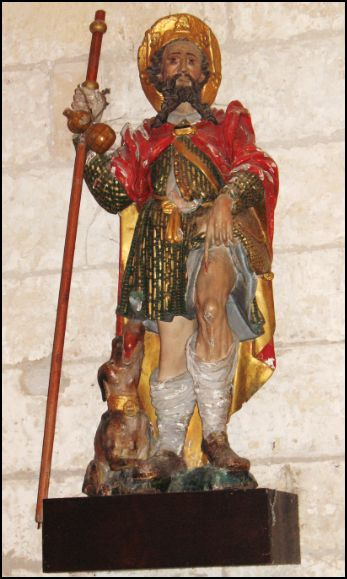
Statue des heiligen Rochus in der Pfarrkirche
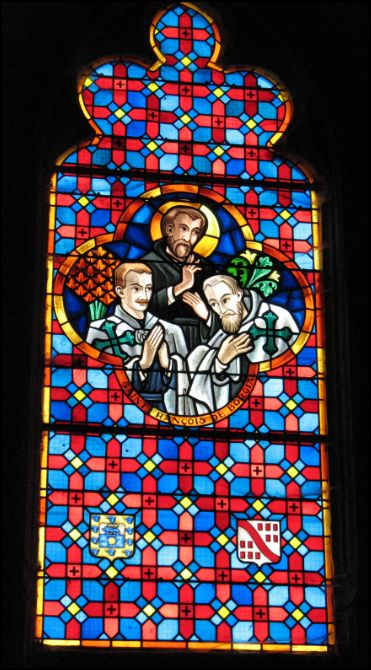
Bleiglasfenster in der Apsis